# اسپیتزورلی
اسپیتزورلی (به لاتین: Spitzhorli) یک کوه در سوئیس است که در کانتون وله واقع شده‌است. اسپیتزورلی ۲٬۷۳۷ متر بالاتر از سطح دریا واقع شده‌است.